# الخشعة (مأرب)

تعديل مصدري - تعديل

الخشعة هي إحدى قرى عزلة ال شبوان بمديرية مأرب التابعة لمحافظة مأرب، بلغ تعداد سكانها 471 نسمة حسب تعداد اليمن لعام 2004.